# 有川結女
有川 結女（ありかわ ゆめ、1998年8月4日 - ）は、日本の女優、アイドルであり、ダンスユニットSuper★Angel、アイドルグループK+RANK'INの元メンバー。現在はアイドルグループ新生LEVEL7のメンバー、Code name(ニックネーム)「YUME」として活動しています。担当カラーはピンクです。
元フラッシュアップ、インゴットエンタテイメント所属、現在 OZ ENTERTAINMENT所属。

## 人物
趣味はカフェ巡り、食べること、映画鑑賞、歌、人間観察、占い、写真。特技は 芝居、人見知りしない、人のいいとこみつける、まつげに爪楊枝のせる、立ちブリッヂ。

## 出演

### テレビドラマ
- 不可思議探偵団（日本テレビ）
- ペケ×ポン（フジテレビ）
- 赤い霊柩車28 漆黒の記憶（2011年、フジテレビ）- 中学生の山城麻里子 役
- 世界卓球 福原愛物語（2012年3月30日、テレビ東京）福原愛 役
- 家族ゲーム 4話、5話（2013年、フジテレビ）真野さくら 役
- ブラック校則（2019年、日本テレビ）有田優希 役

### 舞台
- 大和三銃士 虹の獅子たち（2013年10月）雛菊 役
- 僕らは恋をしなければならない（2021年9月）
- 「おとし屋 -SEDUCTRESSES-」EPISODE2（2022年3月）エンジェル 役
- 「おとし屋 -SEDUCTRESSES-」EPISODE3（2022年6月）エンジェル 役
- Monkey Works Vol.08『オレンジノート』（2022年8月）
- 「おとし屋 -SEDUCTRESSES-」EPISODE4（2022年9月）エンジェル 役
- 星降る湯の花vol.2『ネバーランド』（2022年12月）
- フライドBALL企画vol.57『べすてぃ〜ず』（2023年4月）Aチーム主演 飼育員クルミ 役
- フライドBALL企画vol.58 『忘却の輪舞曲』（2023年6月）
- Monkey Works vol.12 『新訳・桃太郎０〜義経伝説の幕開け〜』（2024年11月）静御前 役

### PV
- AKB48「LOVE TRIP」（2016年）
- Shout it Out「DAYS」（2016年）
- Strangers「Air」（2017年）